# Forma do Bem
Platão descreve "A Forma do Bem", ou mais literalmente "Ideia do Bem" (τοῦ ἀγαθοῦ ἰδέαν toú agathoú idéa) no seu diálogo,  A República, falando através do personagem de Sócrates. A Forma do Bem é descrita como sendo análoga ao Sol, que seria uma manifestação física de maneira similar ao filho (ἔκγονος ekgonos) da Forma do Bem (508c-509a), no que, como o sol torna os objetos visíveis e gera vida sobre a Terra, o Bem faz todas as outras coisas inteligíveis e, em certo sentido, dá vida a todas as outras formas, embora o Bem propriamente dito exceda a vida. Platão introduz várias formas em suas obras, mas identifica a Ideia do Bem como o superlativo. Essa forma é a que permite ao filósofo em treinamento avançar para um rei-filósofo. Não pode ser claramente vista ou explicada, mas uma vez reconhecida, é a forma que permite a realização de todas as outras formas.
Em A República (7:517c) é descrita como o conhecimento máximo (megiston mathema), e que:
"...quando vista, deve nos levar à conclusão de que esta é de fato a causa de todas as coisas, de tudo que tem de correto (orthós) e belo (kálos), dando à luz no mundo visível para a luz, e mestra da luz, a si mesma no mundo inteligível fonte autêntica da verdade (aletheia) e razão (nous), e qualquer um que agir sabiamente em particular ou público deve tomar vista disso"
Ela é relacionada também à Ideia do Belo, ambas sendo objeto do Amor na scala amoris descrita por Platão em O Banquete. Nele, Diotima de Mantineia afirma: “aquilo que os homens amam é simplesmente e somente o bem”

No Timeu, Platão considera Deus como determinando a expansão da Forma do Bem no universo: "Agora, tudo isso está entre as Causas auxiliares que Deus emprega como seus ministros para aperfeiçoar, na medida do possível, a Forma do Bem Máximo", e o Demiurgo, visando ao Bem, atua espelhando-o na criação.
"Sendo, portanto, a natureza necessária de todas essas coisas, o Demiurgo, do mais belo e bom, assumiu-as naquele tempo entre as coisas geradas quando Ele estava engendrando o Deus autossuficiente e mais perfeito; e suas propriedades inerentes ele usou como causas subservientes, mas Ele mesmo projetou o Bem em tudo o que estava sendo gerado."
Aristóteles relata um discurso público tardio realizado por Platão aos atenienses, o qual é narrado por Aristóxenes, "Sobre o Bem", em que, sob pressão de esclarecer os estudos internos de sua Academia, ele tentou explicar a Ideia do Bem através demonstrações matemáticas e concluiu afirmando "O Um é o Bem". O público leigo não entendeu e essa palestra foi satirizada em pelo menos 3 obras teatrais diferentes da época. Esse episódio serve de evidência para a fundamentação das doutrinas não escritas de Platão, pela Escola de Tübingen e Milão. Anteriormente, Euclides de Mégara, um outro discípulo de Sócrates, havia elaborado uma doutrina de síntese em que o Bem supremo é o Uno em sua escola megárica.
A filósofa Iris Murdoch faz uma descrição da alegoria da caverna em A Soberania do Bem (1971) e defende a metáfora do Sol como adequada para a Ideia do Bem.